# Averan
Averan település Franciaországban, Hautes-Pyrénées megyében. Lakosainak száma 86 fő (2022. január 1.). Averan Bénac, Barry, Julos, Lanne és Adé községekkel határos.

## Népesség
A település népességének változása:
| Lakosok száma | 80   | 73   | 69   | 68   | 66   | 66   | 73   | 79   | 86   |
|               | 2013 | 2015 | 2016 | 2017 | 2018 | 2019 | 2020 | 2021 | 2022 |